# Концерт для фортепиано с оркестром
Концерт для фортепиано с оркестром — разновидность концерта, где роль солирующего инструмента играет фортепиано (обычно рояль), реже клавесин.

## Предыстория
Предпосылки к образованию отдельного жанра были видны в Клавирных концертах И. С. Баха, где партия клавира утвердилась как партия самостоятельного инструмента. Создавая клавирные концерты, Бах следовал традиции итальянских мастеров, что выражается в трёхчастном циклическом строении, а также в виртуозности и выразительности мелодии. Клавирные концерты писал также другой яркий представитель эпохи барокко, Георг Фридрих Гендель. Концерты Генделя строги по мелодике и фактуре, а в композиционном строении более лаконичны. Технология концертирования создавалась также в концертах Вивальди.
Основными элементами служат чередование соло и тутти.

## История жанра
Первые произведения, носившие название «Концерт для фортепиано с оркестром», появились у Йозефа Гайдна — представителя уже эпохи классицизма. Концертные сочинения венских классиков были родственны симфониям, но не являлись разновидностью этого жанра. Фортепианный концерт превращается в самостоятельный жанр, с определёнными характерными чертами. Также исчезает практика continuo — клавишные инструменты уходят из основного состава оркестра. Масштабность, выбор нетипичных оркестровых составов, монументальность циклов классического фортепианного концерта способствовали расширению границ концертного жанра. После Гайдна фортепианные концерты пишут Вольфганг Амадей Моцарт и Людвиг ван Бетховен. Представители венской классической школы достаточно интересно и многообразно реализовали себя в жанре фортепианного концерта, тем самым вызвав интерес и развитие данного жанра в эпоху романтизма, а также в творчестве композиторов XX века. Позднее концерты для фортепиано с оркестром пишут Ференц Лист, Фридерик Шопен, Антонин Дворжак и Эдвард Григ.

## В русской музыке
В России первым композитором, создавшим произведение в этом жанре, является Антон Рубинштейн, написавший свой первый фортепианный концерт в 1850 году. Затем следуют концерты Чайковского и русско-советских композиторов XX века: 5 концертов Прокофьева, 4 концерта Рахманинова, 1 концерт Скрябина и 2 концерта Шостаковича. Также в жанре фортепианного концерта работал Родион Щедрин.